# Chickasaw County (Mississippi)
 For alternative betydninger, se Chickasaw County. (Se også artikler, som begynder med Chickasaw County)
Chickasaw County er et county i den amerikanske delstat Mississippi. Det samlede areal er 1.306 km², hvoraf 1.299 km² er land. Det har navn efter indianerstammen Chickasaw
Det administrative center er Houston og Okolona.
Chickasaw County grænser til:
- Pontotoc County – mod nord
- Lee County – nordøst
- Monroe County – øst
- Clay County – sydøst
- Webster County – sydvest
- Calhoun County – vest

- Wikimedia Commons har flere filer relateret til Chickasaw County (Mississippi)

33°55′N 88°57′V / 33.92°N 88.95°V